# Bila Skelea, Bilohirsk
Bila Skelea (în ucraineană Біла Скеля) este un sat în comuna Vîșenne din raionul Bilohirsk, Republica Autonomă Crimeea, Ucraina.

## Demografie
Componența lingvistică a localității Bila Skelea
     Rusă (59,1%)
     Tătară crimeeană (34,2%)
     Ucraineană (6,57%)
Conform recensământului din 2001, majoritatea populației localității Bila Skelea era vorbitoare de rusă (59,1%), existând în minoritate și vorbitori de tătară crimeeană (34,2%) și ucraineană (6,57%).